# Сельское поселение Петровский
Сельское поселение Петровский — муниципальное образование в Большечерниговском районе Самарской области.
Административный центр — посёлок Петровский.

## Состав сельского поселения
| № | Населённый пункт | Тип населённого пункта          | Население |
| - | ---------------- | ------------------------------- | --------- |
| 1 | Аверьяновский    | посёлок                         | ↘477      |
| 2 | Петровский       | посёлок, административный центр | →456      |
| 3 | Сёстры           | посёлок                         | ↗147      |

## Население
| 2010 | 2011  | 2012  | 2013  | 2014  | 2015  | 2016 |
| ---- | ----- | ----- | ----- | ----- | ----- | ---- |
| 1086 | ↗1087 | ↘1074 | ↘1054 | ↘1047 | ↘1020 | ↘999 |
| 2017 | 2018  | 2019  | 2020  | 2021  |       |      |
| ↘995 | ↘974  | ↘965  | ↘943  | ↗976  |       |      |